# Спектральний аналіз вод
Спектральний аналіз вод – аналіз вод, що передбачає використання спектральних емісійних методів аналізу вод, які базуються на вивченні спектра пари досліджуваної речовини зі збудженням її у дузі електричного струму. Інтенсивність забарвлення ліній спектра, які відповідають атомам певних хімічних елементів, є мірою їх концентрації. Чутливість методів коливається від n10-1 до n10-2 мкг/л.